# Equazione di Black-Scholes
In matematica finanziaria, l'equazione di Black-Scholes è un'equazione differenziale alle derivate parziali (PDE) che regola l'evoluzione dei prezzi di una call europea o put europea sotto il modello di Black-Scholes. In generale, il termine può riferirsi a un PDE simile che può essere derivato per una varietà di opzioni, o più in generale, da derivati. 

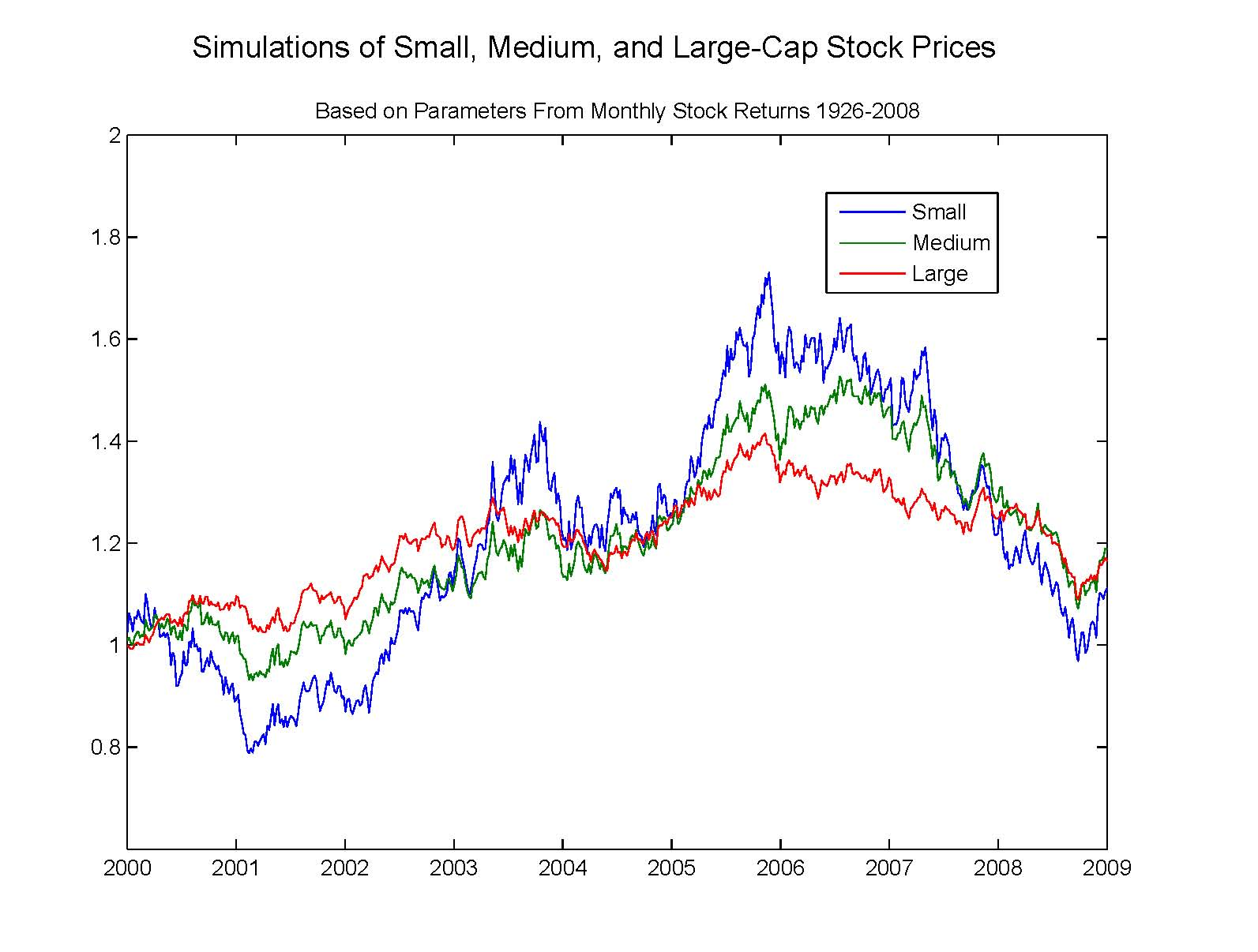
Moti browniani geometrici simulati con parametri dai dati di mercato

Per una call europea o un titolo sottostante che non paga dividendi, l'equazione è:
{\displaystyle {\frac {\partial V}{\partial t}}+{\frac {1}{2}}\sigma ^{2}S^{2}{\frac {\partial ^{2}V}{\partial S^{2}}}+rS{\frac {\partial V}{\partial S}}-rV=0}
dove V è il prezzo dell'opzione in funzione del prezzo delle azioni S e del tempo t, r è il tasso di interesse privo di rischio e {\displaystyle \sigma } è la volatilità del titolo.
L'intuizione finanziaria chiave alla base dell'equazione è che si può coprire perfettamente l'opzione acquistando e vendendo l'attività sottostante nel modo giusto e di conseguenza "eliminando il rischio". Questa copertura, a sua volta, implica che esiste un solo prezzo giusto per opzione, come restituito dalla formula di Black – Scholes.

## Interpretazione finanziaria
L'equazione ha un'interpretazione concreta che viene spesso utilizzata dai professionisti ed è la base per la derivazione comune data nella sottosezione successiva. L'equazione può essere riscritta nel modulo:
{\displaystyle {\frac {\partial V}{\partial t}}+{\frac {1}{2}}\sigma ^{2}S^{2}{\frac {\partial ^{2}V}{\partial S^{2}}}=rV-rS{\frac {\partial V}{\partial S}}}
Il lato sinistro è costituito da un termine di "decadimento temporale", ovvero la variazione del valore derivativo rispetto al tempo, chiamato theta, e da un termine che coinvolge la seconda derivata spaziale gamma, la convessità del valore derivativo rispetto al valore sottostante. Il lato destro è il rendimento privo di rischio da una posizione a lungo termine nel derivato e una posizione a breve costituita da {\displaystyle {\frac {\partial V}{\partial S}}}azioni del sottostante.
L'intuizione di Black and Scholes è che il portafoglio rappresentato dal lato destro è privo di rischio: quindi l'equazione dice che il rendimento privo di rischio su qualsiasi intervallo di tempo infinitesimale, può essere espresso come la somma di theta e un termine che incorpora gamma. Per un'opzione, il theta è in genere negativo, riflettendo la perdita di valore dovuta alla minore disponibilità di esercizio dell'opzione (per una call europea su un sottostante senza dividendi, è sempre negativo). La gamma è in genere positiva, pertanto il termine gamma riflette i guadagni nel mantenere l'opzione. L'equazione afferma che su qualsiasi intervallo di tempo infinitesimale la perdita da theta e il guadagno dal termine gamma si compensano, in modo che il risultato sia un ritorno al tasso privo di rischio.
Dal punto di vista dell'emittente dell'opzione, ad esempio una banca di investimento, il termine gamma è il costo della copertura dell'opzione. (Poiché il valore di gamma è massimo quando il prezzo spot del sottostante è vicino al prezzo di esercizio dell'opzione, i costi di copertura del venditore sono i maggiori in quella circostanza.)

## Derivazione
La seguente derivazione è data in Options, Futures, and Other Derivatives di John C. Hull: 287–288 Questo, a sua volta, si basa sull'argomento classico nel documento originale di Black-Scholes.
Secondo le ipotesi del modello sopra, il prezzo dell'attività sottostante (in genere un titolo) segue un moto geometrico browniano. Questo è
{\displaystyle {\frac {dS}{S}}=\mu \,dt+\sigma \,dW\,}
dove W è una variabile stocastica (moto browniano). Si noti che W, e di conseguenza il suo incremento infinitesimale dW, rappresenta l'unica fonte di incertezza nella storia dei prezzi del titolo. Intuitivamente, W ( t ) è un processo che "oscilla su e giù" in modo così casuale che la sua variazione prevista in qualsiasi intervallo di tempo è 0. (Inoltre, la sua varianza nel tempo T è uguale a T ; vedi processo di Wiener: Proprietà di base ); un buon analogo discreto per W è una semplice passeggiata casuale. Pertanto l'equazione di cui sopra afferma che il tasso infinitesimale di rendimento sul titolo ha un valore atteso di μ dt e una varianza di {\displaystyle \sigma ^{2}dt} .
Il payoff di una opzione {\displaystyle V(S,T)} alla maturità è noto. Per trovare il suo valore in un periodo precedente, dobbiamo sapere come {\displaystyle V} evolve in funzione di {\displaystyle S} e di {\displaystyle t}. Dal lemma di Itô per due variabili abbiamo
{\displaystyle dV=\left(\mu S{\frac {\partial V}{\partial S}}+{\frac {\partial V}{\partial t}}+{\frac {1}{2}}\sigma ^{2}S^{2}{\frac {\partial ^{2}V}{\partial S^{2}}}\right)dt+\sigma S{\frac {\partial V}{\partial S}}\,dW}
Consideriamo ora un determinato portafoglio, chiamato portafoglio delta-hedge, composto da una opzione a breve periodo e una a lungo {\displaystyle {\frac {\partial V}{\partial S}}} al momento {\displaystyle t}. Il valore di queste partecipazioni è
{\displaystyle \Pi =-V+{\frac {\partial V}{\partial S}}S}
Nel periodo di tempo {\displaystyle [t,t+\Delta t]}, l'utile o la perdita totale derivante da variazioni dei valori delle partecipazioni è (ma vedi nota sotto):
{\displaystyle \Delta \Pi =-\Delta V+{\frac {\partial V}{\partial S}}\,\Delta S}
Ora discretizzando le equazioni per dS/S e dV e sostituendo i differenziali con i delta:
{\displaystyle \Delta S=\mu S\,\Delta t+\sigma S\,\Delta W\,}
{\displaystyle \Delta V=\left(\mu S{\frac {\partial V}{\partial S}}+{\frac {\partial V}{\partial t}}+{\frac {1}{2}}\sigma ^{2}S^{2}{\frac {\partial ^{2}V}{\partial S^{2}}}\right)\Delta t+\sigma S{\frac {\partial V}{\partial S}}\,\Delta W}
e sostituendo appropriatamente nell'espressione il termine {\displaystyle \Delta \Pi }:
{\displaystyle \Delta \Pi =\left(-{\frac {\partial V}{\partial t}}-{\frac {1}{2}}\sigma ^{2}S^{2}{\frac {\partial ^{2}V}{\partial S^{2}}}\right)\Delta t}
Si noti che il termine {\displaystyle \Delta W}è scomparso. Pertanto, l'incertezza è stata eliminata e il portafoglio è effettivamente privo di rischi. Il tasso di rendimento su questo portafoglio deve essere uguale al tasso di rendimento su qualsiasi altro strumento privo di rischio; in caso contrario, ci sarebbero opportunità di arbitraggio. Ora supponiamo che il tasso di rendimento privo di rischio sia {\displaystyle r} dobbiamo avere nell'intervallo di tempo {\displaystyle [t,t+\Delta t]}
{\displaystyle r\Pi \,\Delta t=\Delta \Pi }
Se ora esplicitiamo l'uguaglianza nelle nostre due formule per {\displaystyle \Delta \Pi } otteniamo:
{\displaystyle \left(-{\frac {\partial V}{\partial t}}-{\frac {1}{2}}\sigma ^{2}S^{2}{\frac {\partial ^{2}V}{\partial S^{2}}}\right)\Delta t=r\left(-V+S{\frac {\partial V}{\partial S}}\right)\Delta t}
Semplificando, arriviamo alla celebre equazione differenziale parziale di Black-Scholes:
{\displaystyle {\frac {\partial V}{\partial t}}+{\frac {1}{2}}\sigma ^{2}S^{2}{\frac {\partial ^{2}V}{\partial S^{2}}}+rS{\frac {\partial V}{\partial S}}-rV=0}
Nelle assunzioni del modello di Black–Scholes, questa equazione differenziale parziale di secondo ordine si applica per ogni tipo di opzione dal momento che la sua funzione di prezzo {\displaystyle V}è due volte differenziabile rispetto ad {\displaystyle S} e una volta rispetto a {\displaystyle t}. Formule di prezzo diverse per opzioni differenti risulteranno dalla scelta della funzione di payoff alla scadenza e dalle appropriate condizioni al contorno.
Nota tecnica: una sottigliezza oscurata dall'approccio di discretizzazione sopra riportato è che la variazione infinitesimale del valore del portafoglio era dovuta solo alle variazioni infinitesimali dei valori delle attività detenute, non alle variazioni delle posizioni nelle attività. In altre parole, si presumeva che il portafoglio fosse autofinanziato .

### Derivazione alternativa
Ecco una derivazione alternativa che può essere utilizzata in situazioni in cui inizialmente non è chiaro quale dovrebbe essere il portafoglio di copertura. (Per un riferimento, vedere 6.4 di Shreve vol II).
Nel modello di Black-Scholes, supponendo che abbiamo scelto la misura di probabilità neutrale al rischio, si ipotizza che il prezzo del titolo S ( t ) sottostante evolva come un movimento browniano geometrico:
{\displaystyle {\frac {dS(t)}{S(t)}}=r\ dt+\sigma dW(t)}
Da questa equazione differenziale stocastica (SDE) mostra l'evoluzione magazzino prezzo è markoviana, qualsiasi derivato su questa base è una funzione del tempo t ed il prezzo dell'azione al momento attuale, S (t). Quindi un'applicazione del lemma di Ito fornisce un SDE per il processo derivato scontato {\displaystyle \exp(-rt)V(t,S(t))}, che dovrebbe essere una martingala. Affinché ciò rimanga, il termine deriva deve essere zero, il che implica il PDE Black-Scholes.
Questa derivazione è fondamentalmente un'applicazione della formula di Feynman-Kac e può essere tentata ogni volta che le attività sottostanti si evolvono in base a determinati SDE.

## Risolvere la PDE
Una volta che la PDE di Black-Scholes, con condizioni al contorno e terminali, viene derivata per un derivato, la PDE può essere risolta numericamente usando metodi standard di analisi numerica, come un tipo di metodo delle differenze finite. In alcuni casi, è possibile risolvere una formula esatta, come nel caso di una Call europea, che è stata fatta da Black e Scholes.
Per fare questo per un'opzione call, bisogna ricordare che la PDE sopra ha le seguenti condizioni al contorno:
{\displaystyle {\begin{aligned}\forall \ t\;\;C(0,t)&=0\\\lim _{S\to \infty }C(S,t)&=S\\C(S,T)&=\max\{S-K,0\}\end{aligned}}}
L'ultima condizione fornisce il valore dell'opzione nel momento in cui l'opzione matura. Altre condizioni sono possibili quando S va a 0 o a infinito. Ad esempio, condizioni comuni utilizzate in altre situazioni sono la scelta del delta da fare svanire quando S va a 0 e la gamma da fare svanire quando S va all'infinito; questi forniranno la stessa formula delle condizioni di cui sopra (in generale, le diverse condizioni al contorno daranno soluzioni diverse, quindi alcune informazioni finanziarie dovrebbero essere utilizzate per scegliere le condizioni adeguate per la situazione reale).
La soluzione della PDE fornisce il valore dell'opzione in qualsiasi momento precedente, {\displaystyle \mathbb {E} \left[\max\{S-K,0\}\right]}. Per risolvere la PDE riconosciamo che è un'equazione di Cauchy–Eulero che può essere trasformata in una equazione di diffusione introducendo la trasformazione del cambiamento di variabile
{\displaystyle {\begin{aligned}\tau &=T-t\\u&=Ce^{r\tau }\\x&=\ln \left({\frac {S}{K}}\right)+\left(r-{\frac {1}{2}}\sigma ^{2}\right)\tau \end{aligned}}}
Quindi la PDE Black-Scholes diventa un'equazione di diffusione
{\displaystyle {\frac {\partial u}{\partial \tau }}={\frac {1}{2}}\sigma ^{2}{\frac {\partial ^{2}u}{\partial x^{2}}}}
La condizione terminale  {\displaystyle C(S,T)=\max\{S-K,0\}} ora diventa una condizione iniziale
{\displaystyle u(x,0)=u_{0}(x):=K(e^{\max\{x,0\}}-1)=K\left(e^{x}-1\right)H(x)},
dove H (x) è la funzione del passo di Heaviside. La funzione Heaviside corrisponde all'imposizione dei dati di confine nel sistema di coordinate S, t che richiede quando t = T,
{\displaystyle C(S,\,T)=0\quad \forall \;\;S<K},
assumendo sia S, K > 0. Con questa ipotesi, equivale alla funzione max su tutte le x nei numeri reali, con l'eccezione di x = 0. L'uguaglianza sopra tra la funzione max e la funzione Heaviside è nel senso delle distribuzioni perché non vale per x = 0. Anche se sottile, questo è importante perché la funzione Heaviside non deve necessariamente essere definita a x = 0, o addirittura definita per quella materia. Per ulteriori informazioni sul valore della funzione Heaviside in x = 0, vedere la sezione "Argomento zero" nell'articolo Funzione di passaggio Heaviside.
Usando il metodo di convoluzione standard per risolvere un'equazione di diffusione data una funzione di valore iniziale, u ( x, 0), abbiamo
{\displaystyle u(x,\tau )={\frac {1}{\sigma {\sqrt {2\pi \tau }}}}\int _{-\infty }^{\infty }{u_{0}(y)\exp {\left[-{\frac {(x-y)^{2}}{2\sigma ^{2}\tau }}\right]}}\,dy},
che, dopo qualche manipolazione, risulta:
{\displaystyle u(x,\tau )=Ke^{x+{\frac {1}{2}}\sigma ^{2}\tau }N(d_{1})-KN(d_{2})} ,
dove {\displaystyle N(\cdot )}è la funzione di distribuzione normale cumulata e
{\displaystyle {\begin{aligned}d_{1}&={\frac {1}{\sigma {\sqrt {\tau }}}}\left[\left(x+{\frac {1}{2}}\sigma ^{2}\tau \right)+{\frac {1}{2}}\sigma ^{2}\tau \right]\\d_{2}&={\frac {1}{\sigma {\sqrt {\tau }}}}\left[\left(x+{\frac {1}{2}}\sigma ^{2}\tau \right)-{\frac {1}{2}}\sigma ^{2}\tau \right].\end{aligned}}}
Queste sono le stesse soluzioni (salvo la traslazione del tempo) ottenute da Fischer Black nel 1976, equazioni (16) p. 177.
Riportare {\displaystyle u,x,\tau } all'insieme originale di variabili produce la soluzione sopra indicata dell'equazione di Black-Scholes.
La condizione asintotica può ora essere realizzata.
{\displaystyle u(x,\,\tau ){\overset {x\rightsquigarrow \infty }{\asymp }}Ke^{x},}
che fornisce semplicemente S quando si ripristinano le coordinate originali.
{\displaystyle \lim _{x\to \infty }N(x)=1}.